# I capricci di Marianna (opera)
I Capricci di Marianna (in francese Les Caprices de Marianne [lɛkapʀisdɘmaʀian:]) è un'opera in due atti di Henri Sauguet tratta da un libretto di Jean- Pierre Gredy a seguito della commedia teatrale omonima di Alfred de Musset, creata il 20 luglio 1954 per il Festival d'Aix-en-Provence.
Composta tra il 1953 e il 1954, l'opera è presentata al pubblico per la prima volta alla corte dell'Arciverscovato in occasione del 7º Festival di arte lirica con la sceneggiatura di Jean Meyer, con la scenografia e i costumi di Jacques Dupont e con il seguente cast: Marianna (soprano): Graziella Sciutti; Hermia (alto): Irene Companeez; Celio (tenore): Jean Capoccia; Ottavio (baritono): Jean- Christophe Benoist; la governante: (travesti, basso): Henri Bedet; Claudio (basso): Jacques Linsolas; Tibia (tenore): Louis- Jacques Rondeleux; l'oste (baritono): Gerard Friedmann; il cantante di serenate (baritono): Robert Tropin. L'Orchestra della Società dei concerti del Conservatorio é diretta da Louis de Froment.
La partitura è pubblicata dall'editore Ricordi (Parigi).

## Discografia
- Andrée Esposito (Marianna), Camille Maurane (Ottavio), Michel Sénéchal (Celio), Louis-Jacques Rondeleux (Claudio), Gérard Friedmann (Tibia), Irma Kolassi (Hermia), Paul Derenne (l'oste), Claude Genty (il cantante di serenata), Agnès Disney (la governante), Orchestra radio lirica, Manuel Rosenthal (dir.) - FY and Solstice records, 1993 (912098), registrato il 27 28 maggio 1959.